# Fejervarya altilabris
Fejervarya altilabris es una especie  de anfibios de la familia Ranidae.

## Distribución geográfica
Se encuentra en Birmania.  